# Mil-Muğan İmişli FK
Mil-Muğan İmişli FK (ázerbájdžánsky: Mil-Muğan İmişli Futbol Klubu) je ázerbájdžánský fotbalový klub sídlící ve městě İmişli.
Klub byl založen v roce 2004 jako FK MKT Araz İmişli. 13. srpna 2007 oznámila UEFA v pořadí první zánik klubu. V roce 2009 se s pomocí svazu klub přihlásil do Birinci Divizionu, ovšem již o rok později klubové oznámilo zánik klubu. Dalšího ročníku se klub nakonec přece jen zúčastnil. V roce 2012 klubové vedení opět oznámilo odhlášení ze svazových soutěží a následně i další zánik klubu. O rok později byl klub znovu obnoven, tentokrát pod novým názvem Mil-Muğan İmişli FK.
Své domácí zápasy odehrává na stadionu Heydar stadionu s kapacitou 8 500 diváků.

## Historické názvy
Zdroj: 
- 2004 – FK MKT Araz İmişli (Futbol Klubu MKT Araz İmişli)
- 2007 – zánik
- 2009 – obnovena činnost pod názvem FK MKT Araz İmişli (Futbol Klubu MKT Araz İmişli)
- 2012 – zánik
- 2013 – obnovena činnost pod názvem Mil-Muğan İmişli FK (Mil-Muğan İmişli Futbol Klubu)

## Umístění v jednotlivých sezonách
Zdroj: 
Legenda: Z - zápasy, V - výhry, R - remízy, P - porážky, VG - vstřelené góly, OG - obdržené góly, +/- - rozdíl skóre, B - body, červené podbarvení - sestup, zelené podbarvení - postup, fialové podbarvení - reorganizace, změna skupiny či soutěže
| Ázerbájdžán (2004 – )                    |                   |        |    |    |   |    |    |    |     |    |        |
| Sezóny                                   | Liga              | Úroveň | Z  | V  | R | P  | VG | OG | +/- | B  | Pozice |
| 2004/05                                  | Yüksək Liqa       | 1      | 34 | 16 | 9 | 9  | 35 | 23 | +12 | 57 | 8.     |
| 2005/06                                  | Yüksək Liqa       | 1      | 26 | 9  | 8 | 9  | 31 | 36 | -5  | 35 | 9.     |
| 2006/07                                  | Yüksək Liqa       | 1      | 24 | 12 | 5 | 7  | 23 | 18 | +5  | 41 | 5.     |
| Klub byl v letech 2007 – 2009 neaktivní. |                   |        |    |    |   |    |    |    |     |    |        |
| 2009/10                                  | Birinci Divizionu | 2      | 22 | 11 | 5 | 6  | 41 | 29 | +12 | 38 | 5.     |
| 2010/11                                  | Birinci Divizionu | 2      | 26 | 15 | 3 | 8  | 49 | 34 | +15 | 48 | 4.     |
| 2011/12                                  | Birinci Divizionu | 2      | 26 | 11 | 3 | 12 | 35 | 43 | -8  | 36 | 7.     |
| Klub byl v sezóně 2012/13 neaktivní.     |                   |        |    |    |   |    |    |    |     |    |        |
| 2013/14                                  | Birinci Divizionu | 2      | 30 | 11 | 7 | 12 | 29 | 33 | -4  | 40 | 9.     |
| 2014/15                                  | Birinci Divizionu | 2      | 30 | 7  | 5 | 18 | 30 | 65 | -35 | 26 | 13.    |
| 2015/16                                  | Birinci Divizionu | 2      | 26 | 8  | 8 | 10 | 28 | 26 | +2  | 32 | 8.     |
| 2016/17                                  | Birinci Divizionu | 2      | 26 |    |   |    |    |    |     |    |        |

## Účast v evropských pohárech
| Ročník  | Soutěž          | Kolo        | Klub                                | Doma | Venku | Celkem |
| ------- | --------------- | ----------- | ----------------------------------- | ---- | ----- | ------ |
| 2006    | Pohár Intertoto | 1. kolo     | FC Tiraspol                         | 1:0  | 0:2   | 1:2    |
| 2007/08 | Pohár UEFA      | 1, předkolo | KS Dyskobolia Grodzisk Wielkopolski | 0:0  | 0:1   | 0:1    |